# Hangzhou Metro
Die Hangzhou Metro (chinesisch 杭州地铁, Pinyin Hángzhōu Dìtiě) ist die U-Bahn der Stadt Hangzhou und der umliegenden Vororte in der chinesischen Provinz Zhejiang. Der Bau begann im März 2007, die erste 48 km lange Linie mit 31 Stationen konnte am 24. November 2012 eröffnet werden. Im stetigen Ausbau wurden Ende 2022 schon 13 Linien mit 566 Kilometern Länge und 270 Stationen betrieben.

## Geschichte
Hangzhou ist mit 9 Millionen Einwohner (2017) eine der größten Städte Chinas. Die Planung des U-Bahn-Netzes begann in den 1990er Jahren. Die Bauarbeiten dieses ersten Projektes sollten im September 2003 beginnen, wurden aber von der Stadtregierung wegen Kostenüberschreitungen gestoppt.
2005 wurde ein neuer Anlauf zur Planung des U-Bahn-Netzes genommen, das in drei Phasen gebaut werden soll: als erstes entstanden die Linien 1 und 2, sowie ein Teil der Linie 4, bis 2020 sollen die Linie 1 und 4 fertiggestellt sowie drei weitere Linien gebaut werden; nochmals drei Linien sollen bis 2050 folgen.
Das Vorprojekt der Linie 1 wurde zwei Jahre später am 11. Januar 2007 von der Stadtregierung abgesegnet, die Arbeiten für die erste Strecke begannen am 28. März 2007.
Im November 2012 konnte die Linie 1 als erste Linie des Netzwerks dem Betrieb übergeben werden und machte damit Hangzhou zur 17. Stadt in China mit einer U-Bahn. Die Linie ist gleichzeitig auch das längste in China jemals eröffnete erste Teilstück eines neuen U-Bahn-Systems. Die Baukosten betrugen 22 Milliarden Renminbi, was ungefähr 3,5 Milliarden US-Dollar entspricht.
Am 23. April 2020 eröffneten weitere Teile der Linie 5 und die neue Linie 16, nachdem im Juni 2019 bereits ein erster Teil der Linie 5 öffnete.
Für die Asienspiele 2022 wurde der Ausbau der U-Bahn beschleunigt.

## Netz
| Linie  | Endstationen (Bezirk)         | Endstationen (Bezirk)                     | Eröffnung | Letzte Erweiterung | Länge km | Stationen | Betreiber      |
| ------ | ----------------------------- | ----------------------------------------- | --------- | ------------------ | -------- | --------- | -------------- |
| 1      | Xianghu (Xiaoshan)            | Xiaoshan International Airport (Xiaoshan) | 2012      | 2020               | 53,10    | 33        | MTR            |
| 2      | Chaoyang (Xiaoshan)           | Liangzhu (Yuhang)                         | 2014      | 2017               | 43,30    | 33        | Hangzhou Metro |
| 3      | Xingqiao (Linping)            | Wushanqiancun (Yuhang) Shima (Xihu)       | 2022      | 2022               | 57,50    | 37        | Hangzhou Metro |
| 4      | Chihua Street (Xihu)          | Puyan (Binjiang)                          | 2015      | 2022               | 46,80    | 32        | Hangzhou Metro |
| 5      | Jinxing (Yuhang)              | Guniangqiao (Xiaoshan)                    | 2019      | 2020               | 53,90    | 38        | MTR            |
| 6      | Goujulong (Shangcheng)        | West Guihua Road (Fuyang) Shuangpu (Xihu) | 2020      | 2021               | 58,50    | 34        | Hangzhou Metro |
| 7      | Jiangdong'er Road (Qiantang)  | Wushan Square (Shangcheng)                | 2020      | 2022               | 47,50    | 24        | Hangzhou Metro |
| 8      | South Wenhai Road (Qiantang)  | Xinwan Road (Qiantang)                    | 2021      | –                  | 17,20    | 9         | Hangzhou Metro |
| 9      | Guanyintang (Shangcheng)      | Long'an (Linping)                         | 2021      | 2022               | 29,50    | 19        | Hangzhou Metro |
| 10     | Yisheng Road (Yuhang)         | Huanglong Sports Center (Xihu)            | 2022      | 2022               | 14,70    | 10        | Hangzhou Metro |
| 16     | Lvting Road (Yuhang)          | Jiuzhou Street (Lin’an)                   | 2020      | –                  | 35,10    | 12        | Hangzhou Metro |
| 19     | West Railway Station (Yuhang) | Yongsheng Road (Xiaoshan)                 | 2022      | –                  | 59,14    | 17        | Hangzhou Metro |
| Gesamt | Gesamt                        | Gesamt                                    | Gesamt    | Gesamt             | 516      | 258       |                |

## Linien

### In Betrieb

#### Linie 1

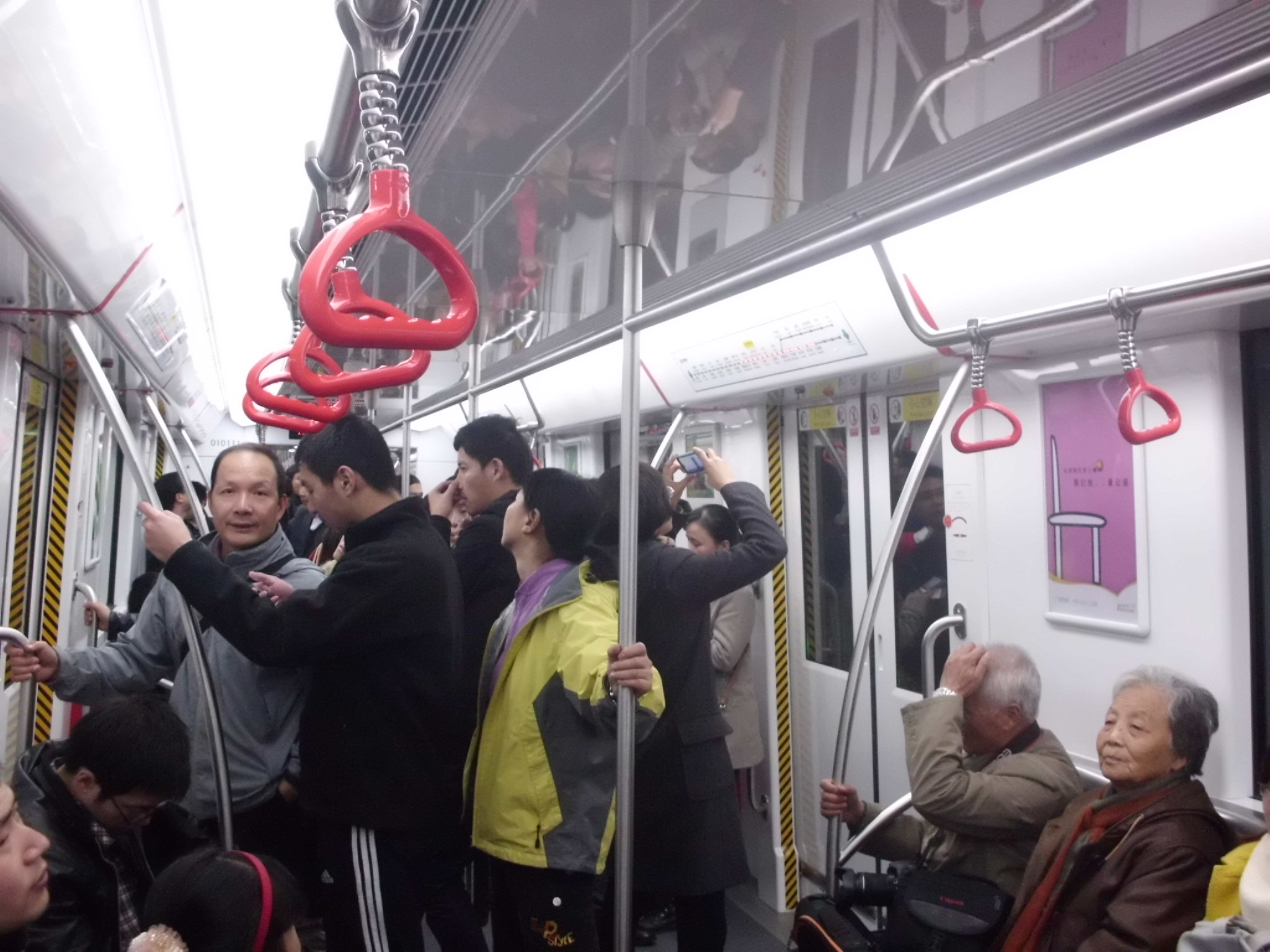
Innenansicht eines Zuges der Linie 1

Die Linie ist 53,62 km lang, wovon 47,01 km im Untergrund, 6,14 km auf Hochbahntrasse und 0,47 km auf dem Straßenniveau verlaufen. Die Linie bedient 34 Stationen. Sie führt von Xianghu im Süden der Stadt unter dem Qiantang-Fluss hindurch zum Bahnhof und entlang des Westsees zum Wulin Platz in der Innenstadt, von da unterquert sie den Kaiserkanal und verläuft nach Osten zum Ostbahnhof und dem Busbahnhof Jiubao. Hier teilte sie sich in zwei Äste – der eine führte Richtung Norden nach Linping und der andere nach Osten zur Endstation Xiashajiangbin. Mit dem Bau der Linie 9 wurde der Nordast an sie abgegeben. Alle Züge bedienen nun den östlichen Ast, der weiter zum Flughafen Hangzhou Xiaoshan International verlängert wurde.
Die am 24. November 2012 eröffnete Linie wird für die nächsten 25 Jahre von einer öffentlich-privaten Partnerschaft (ÖPP) betrieben. Sie besteht aus einem Jointventure der lokalen Hangzhou Metro Group mit der MTR Corporation aus Hongkong ist, wobei die MTR Corporation 49 % der Anteile und Hangzhou Metro Group 51 % der Anteile gehören.
Die Linie wird von 48 Sechswagenzügen des Typs B von CSR Nanjing Puzhen bedient, die tagsüber im Zehnminutentakt verkehren. Es wird erwartet, dass die Linie jährlich von 78 Millionen Fahrgästen benutzt wird.
Während des Baus der Linie stürzte am 15. November 2008 ein 75 Meter langer Abschnitt des Tunnels in der Nähe der Fengqing Avenue in Xiaoshan ein, wobei 21 Arbeiter getötet und weitere 24 verletzt wurden.

#### Linie 2

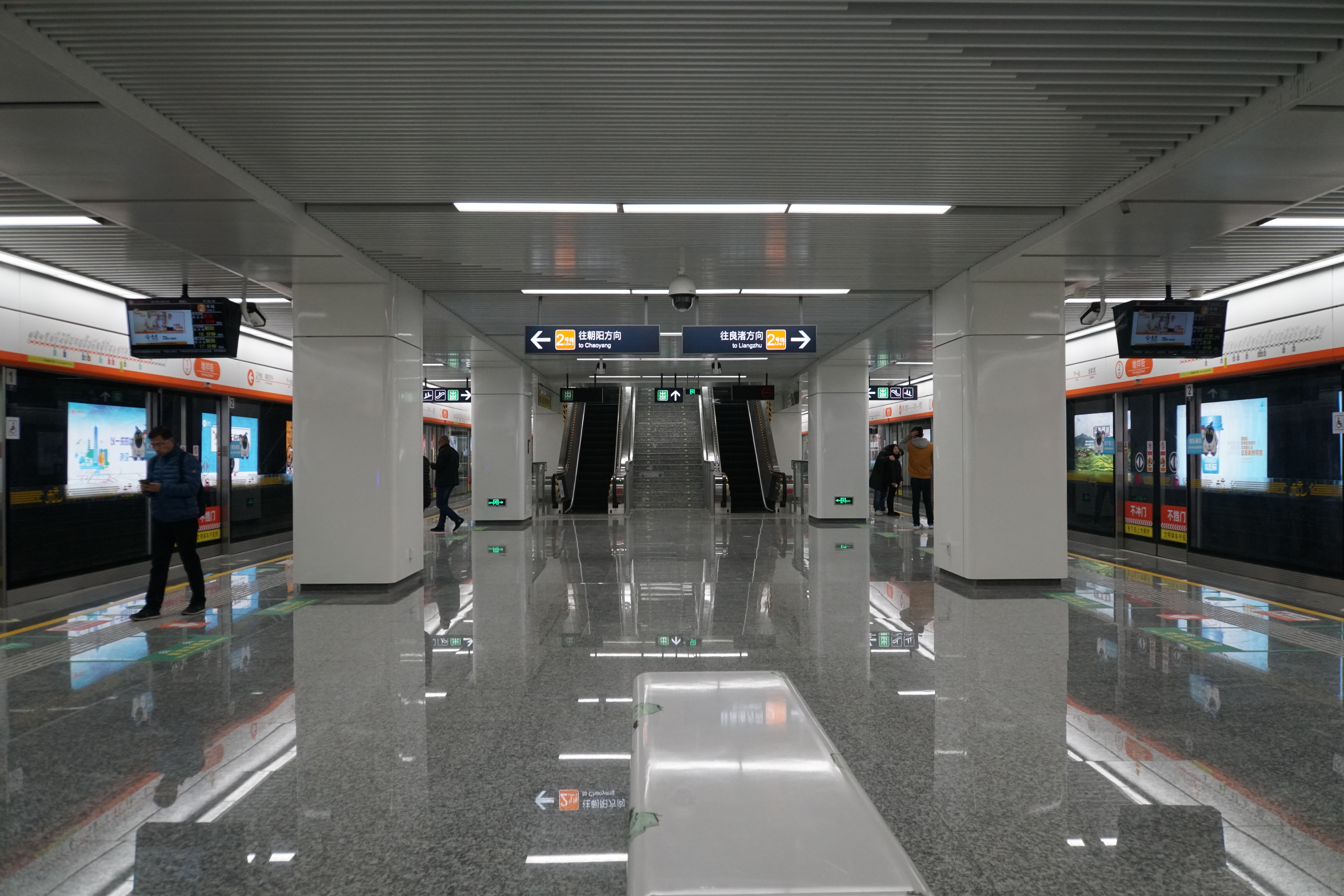
Unterirdische Standardstation der Linie 2

Die 49 km lange Linie 2 wird im Endausbau von Liangzhu im Westen durch die Stadtbezirke Xihu, Shangcheng und Jianggan nach Osten führen und unterquert dabei den Qiantang-Fluss. In der Innenstadt besteht bei der Station Fengqi Road eine Umsteigemöglichkeit zur Linie 1, an der Qianjiang Road zu Linie 4 am selben Bahnsteig gegenüber.
Der Bau der Linie wurde in zwei Phasen unterteilt. In einer ersten Phase wird seit 2011 an einem 33,69 km langen Teil mit 26 Stationen gebaut, der wiederum in zwei Abschnitte unterteilt ist. Der 18,66 km lange Südost-Abschnitt von Zhaoyangcun bis nach Qianjianglu am Nordufer des Qiantang-Flusses wurde bereits 2013 eröffnet, der 15,03 km lange Nordwest-Abschnitt von Qianjiang Road bis Gucui Road folgte 2017.
Für den Betrieb der Linie wurden bei CSR Nanjing Puzhen 27 Züge der Baureihe B bestellt, die von 2013 bis 2016 geliefert wurden. Die CBTC-Signalanlage wurde von Ansaldo geliefert.

#### Linie 3
Die 35 km lange Linie 3 führt durch die nordwestlichen Stadtbezirke Gongshu, Xihu und Shangcheng. Sie folgt der Tianmushan Road und bedient dabei den westlichen Busbahnhof. In der Innenstadt wird die Linie am Wulin-Platz mit der Linie 1 vereint und unterquert zusammen mit dieser den Kaiserkanal. Nördlich des Kaiserkanals trennen sich die beiden Linien wieder und die Linie 3 führt nach Dingqiao.

#### Linie 4

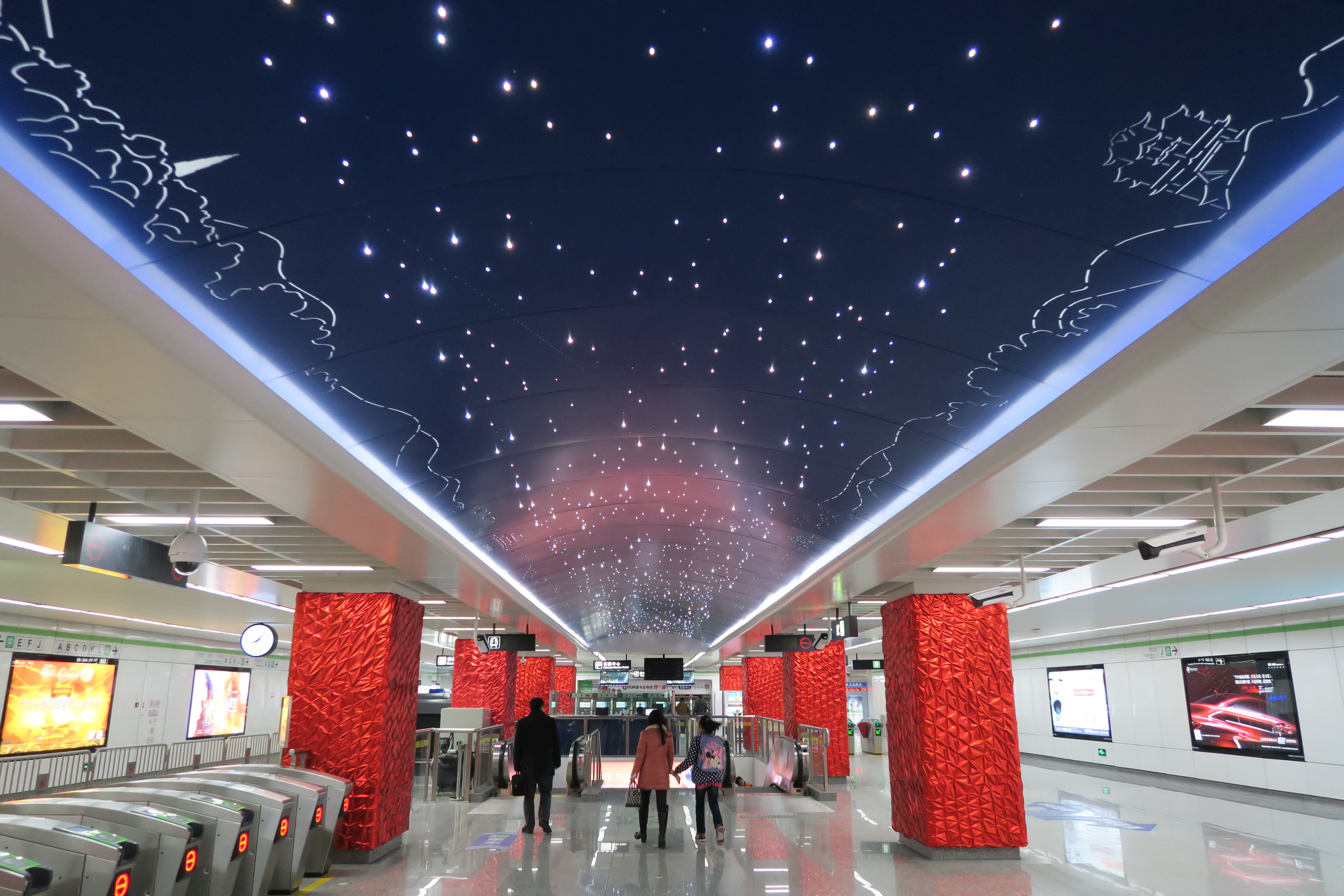
Citizen Center Station an der Linie 4

Der erste Teil der Linie 4 beginnt in Pengbu, führt durch die Xintang Road und die Fuchunjiang Road, unterquert den Kaiserkanal und wird in der Qianjiang New City im Nordwesten der Stadt enden. Dieser Abschnitt wird 15 km lang.
Der südliche Abschnitt des ersten Teils wurde am 2. Februar 2015 für den Testbetrieb mit Passagieren freigegeben.
Der nun geöffnete Abschnitt von der Station Pengbu zur Station Jinjiang hat eine Länge von 9,65 km, mit 10 Stationen, wobei die Station Xintang später eröffnet wurde. An den drei Stationen Jinjiang, Ostbahnhof (Dong) und Pengbu kann zur Linie 1 umgestiegen werden. An der Station Qianjiang Road besteht eine Umsteigemöglichkeit zu Linie 2 am selben Bahnsteig gegenüber.
Der erst später zu bauende zweite Teil der Linie 4 wird von Penbu Richtung Süden führen, den Kaiserkanal unterqueren, dann entlang dem Nordufer des Qiantang-Flusses verlaufen, bevor er diesen im Westen der Stadt unterquert und beim Orientalischen Kulturpark endet.

#### Linie 5
Die 48 Kilometer lange Linie 5 verläuft von Westen nach Osten und verbindet dabei Yuhang und Cangqian Town mit der Innenstadt. Von da verläuft sie in Richtung Süden zum Bahnhof, unterquert den Qiantang-Fluss, bindet den neuen Südbahnhof im Stadtbezirk Xiaoshan an und endet in Guniangqiao, wo zur Linie 1 der Shaoxing Metro umgestiegen werden kann.

#### Linie 6

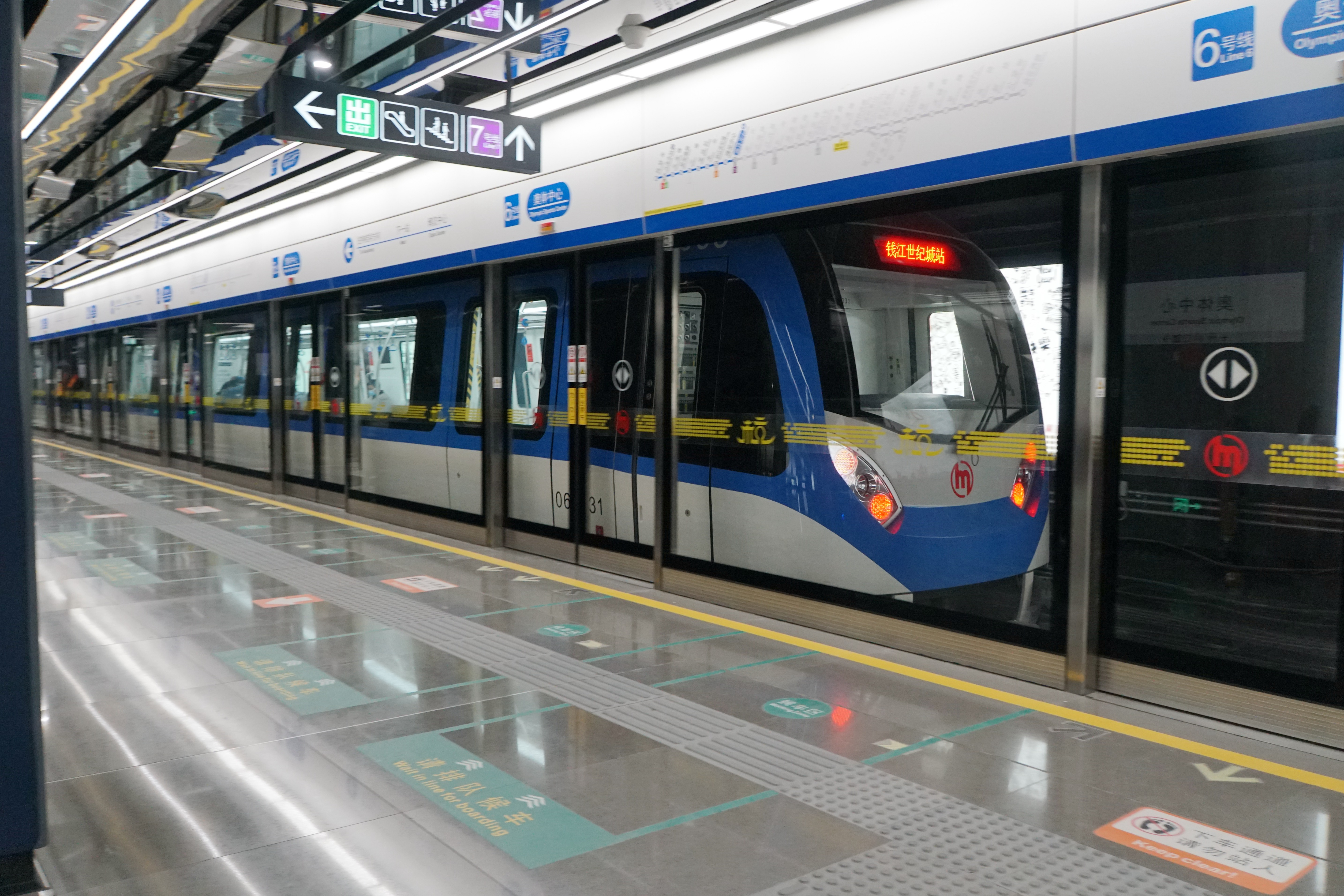
Die Linie 6 ist wie fast alle Linien mit Bahnsteigtüren ausgerüstet

Die Linie 6 ist 25 Kilometer lang. Sie verbindet die Industriegebiete am Südufer des Qiantang-Flusses und schließt diese an die Linien 1, 2 und 5 an.

#### Linie 7
Die Linie 7 ist 31 Kilometer lang und verbindet den Wushan-Platz nördlich des Qiantang-Flusses mit dem Flughafen Hangzhou-Xiaoshan südlich des Flusses. Dabei erschließt sie Industriegebiete.

#### Linie 8
Die Linie 8 ist 18 Kilometer lang und verbindet dabei Jiangdong mit dem Xiasha-Bezirk. Sie wird bei der Station South Qiaosi an den nördlichen Ast der Linie 1 angebunden.

#### Linie 9

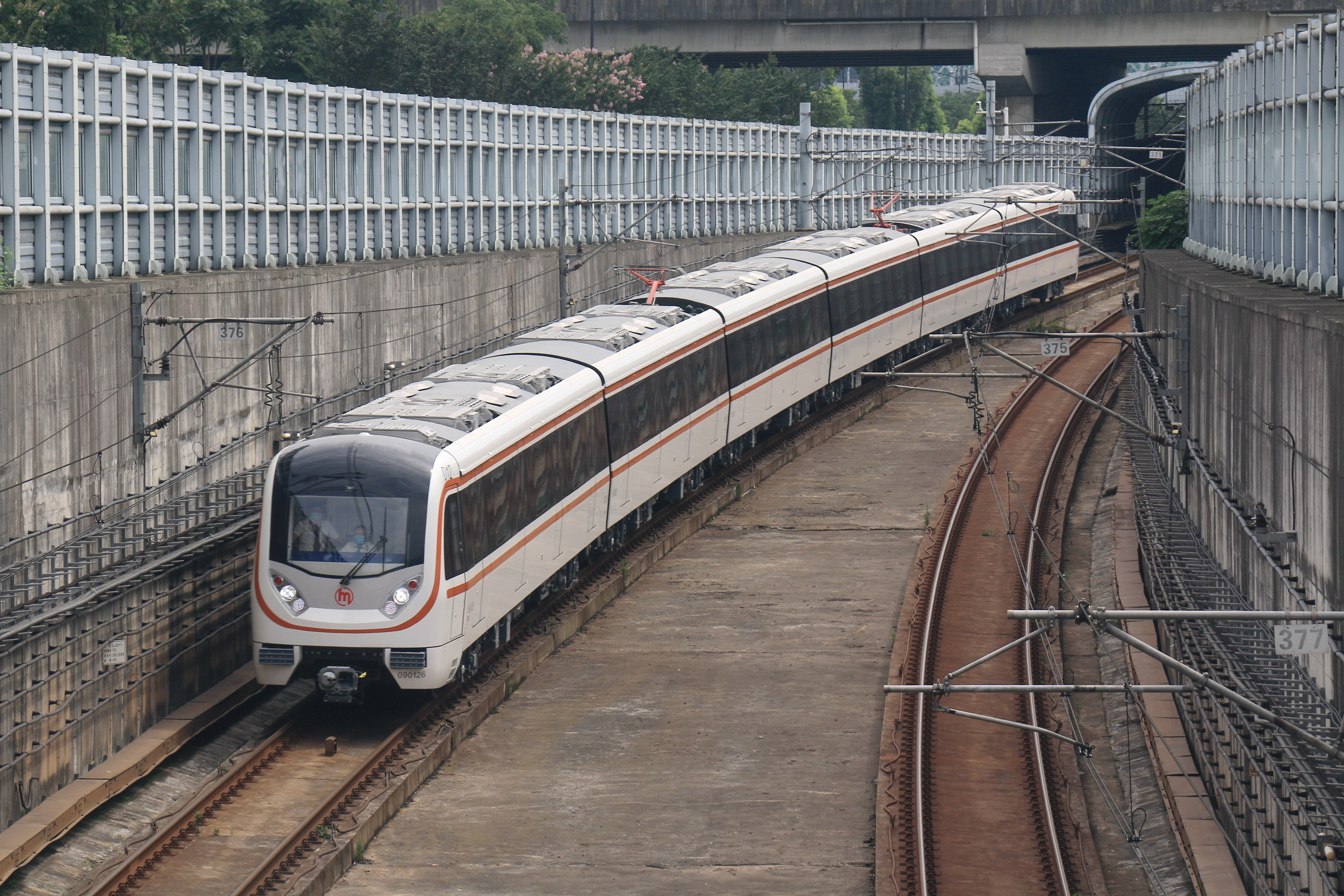
Zug der Linie 9

Für die Linie 9 wurde eine Verbindung zwischen der Station Guanyintang an der Linie 7 und dem Busbahnhof Jiubao parallel zum nördlichen Ufer des Qiantang-Flusses gebaut. Von dort führt sie auf dem Nordast der Linie 1 nach Long'an.

#### Linie 10
Die Linie 10 verläuft vom Sportzentrum Huanglong nach Norden, wo sie sich nördlich der Linie 4 in zwei Äste aufteilt.

#### Linie 16
Linie 16 ist die erste von 4 geplanten Intercity-Linien. Sie verbindet Lüting Road im Westen von Hangzhou mit Jiuzhou Street im 2017 eingemeindeten Vorort Lin’an.

## Karten

Linie 1
Linie 2
Linie 3
Linie 4
Linie 5
Linie 6
Linie 7
Linie 8
Linie 9 (geplant, Teilstück bereits als Ast der Linie 1 in Betrieb)
Linie 10
Linie 16